# Панасенко, Ольга Кондратьевна
Ольга Кондратьевна Панасенко (8 июля 1920, посёлок Полесское Киевской губернии, теперь ликвидированный пгт. Полесского района Киевской области — ?) — украинская советская деятельница, новатор сельскохозяйственного производства, пташниця совхоза имени Куйбышева Барвенковского района Харьковской области. Депутат Верховного Совета УССР 6—7-го созывов. Герой Социалистического Труда (22.03.1966).

## Биография
Родилась в крестьянской семье на Киевщине (по другим данным — в Винницкой области). В 1937 году окончила семь классов школы.
В 1937—1941 годах — машинистка в организации «Землетранс» города Москвы.
В 1941 году вернулась в Украинскую ССР, проживала с родственниками в Перещепинском районе Днепропетровской области. С 1943 года работала бухгалтером колхоза, одновременно училась на двухгодичных заочных бухгалтерских курсах в Харькове, которые окончила в 1948 году.
В 1948—1955 годах — бухгалтер совхоза имени Куйбышева села Погоновки Барвенковского района Харьковской области.
С мая 1955 года — птичница птицефермы совхоза имени Куйбышева Барвенковского района. Достигла больших успехов в развитии животноводства, увеличении продукции и заготовок яиц.
Член КПСС с 1962 года.
Потом — на пенсии в городе Барвенково Харьковской области.

## Награды
- Герой Социалистического Труда (22.03.1966)
- орден Ленина (22.03.1966)
- медаль «За трудовую доблесть» (26.04.1963)
- медали